# International Journal of Insect Science
O International Journal of Insect Science foi um periódico científico de acesso aberto revisado por pares publicado pela SAGE Publishing e não está mais aceitando inscrições. A revista cobre pesquisas fundamentais, experimentais e aplicadas.

## Abstraindo e indexando
Este periódico está indexado pelos seguintes serviços: 
- Chemical Abstracts Service
- Zoological Record